# فالشيرم يجر
فولشيرم يجر (تُلفظ بالألمانية: [ˈfalʃɪʁmˌjɛːɡə]  ( سماع)) هي الكلمة الألمانية للمظليين، وتعني صياد مظلي. لقد لعبوا دورًا مهمًا خلال الحرب العالمية الثانية، إذ كوتوا مع المشاة الجبلية وحدات المشاة النخبة في الجيش الألماني. بعد الحرب العالمية الثانية، أعيد تشكيلها ضمن القوات المسلحة لما بعد الحرب في كل من ألمانيا الغربية والشرقية، وخاصة كقوات عمليات خاصة.
كانت فولشيرميرجر التي شاركت في الحرب العالمية الثانية أول المظليين الذين قامو بعمليات محمولة جوا واسعة النطاق. لقد عرفوا باسم «الشياطين الخضر» من قبل قوات الحلفاء الذين قاتلوا ضدهم. كلمة Fallschirmjäger هي من الكلمة الألمانية Fallschirm، «المظلة»، وJäger، حرفيا «صياد»، والتي تشير في هذا السياق إلى المشاة الخفيفة.

## ألمانيا النازية (1935-1945)

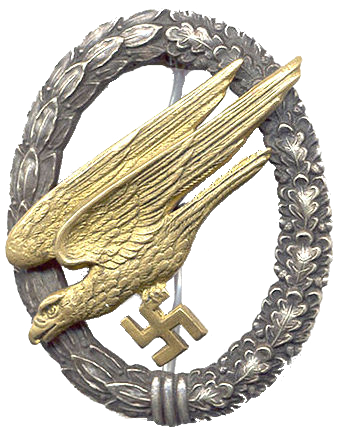
شارة المظليين الصادرة عام 1936

في الثلاثينيات من القرن الماضي، أصبح هيرمان غورينج، بعد أن لاحظ مناورات مشاة سوفيتية محمولة جواً، ملتزماً بإنشاء مشاة ألمانيا محمولة جواً.  وأمر بتشكيل وحدة شرطة متخصصة في عام 1933، مكرسة لحماية مسؤولي الحزب النازي. قامت الوحدة بواجبات الشرطة التقليدية للعامين المقبلين،  ولكن في عام 1935، حولها غورينج إلى أول فوج جوي في ألمانيا. تم دمج الوحدة في سلاح الجو لوفتوافه التي تم تشكيلها حديثًا في وقت لاحق من ذلك العام وبدأ التدريب. كما أمر غورنج بتعيين مجموعة من المتطوعين للتدريب على المظلات. هؤلاء المتطوعون سيشكلون كادرًا لمستقبل فالشرميرتروب («قوات المظلات»). في يناير 1936، قام 600 رجل وضابط بتشكيل Jäger وفيلق هندسي. تم افتتاح الذراع المظلي الألماني رسميًا في عام 1936  مع دعوة للمتطوعين لمدرسة تدريب المظلات. كانت المدرسة مفتوحة للأفراد سلاح الجو الألماني، الذي كان مطلوبا منه القيام بستة قفزات بنجاح من أجل الحصول على شارة المظليين لسلاح الجو.
خلال الحرب العالمية الثانية، ضمت القوات الجوية الألمانية (لوفتفافه) مجموعة متنوعة من وحدات المشاة الخفيفة المحمولة جوا (Fallschirmjäger). قامت لوفتفافه ببناء وحدة بحجم فرقة مكونة من ثلاثة أفواج من Fallschirmjäger، والمعروفة باسم 7th <i id="mwSg">Flieger</i> Division. طوال الحرب العالمية الثانية، كان قائد فولكسشيرجير العام كورت شتودنت.
شاركت Fallschirmjäger في احتلال النرويج والدنمارك وفي معارك بلجيكا وهولندا وفرنسا في عام 1940. كما شاركوا في حملة البلقان ومعركة كريت والحملة الإيطالية وعلى الجبهة الشرقية، وفي وقت لاحق ستتبعها الجبهة الغربية.

## مظليو الجيش الألماني (بعد 1945)

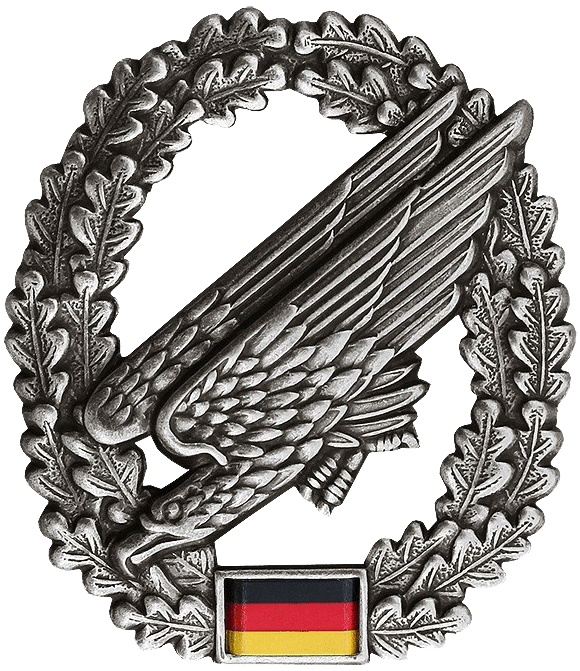
شارة المظليين (البوندسوير)

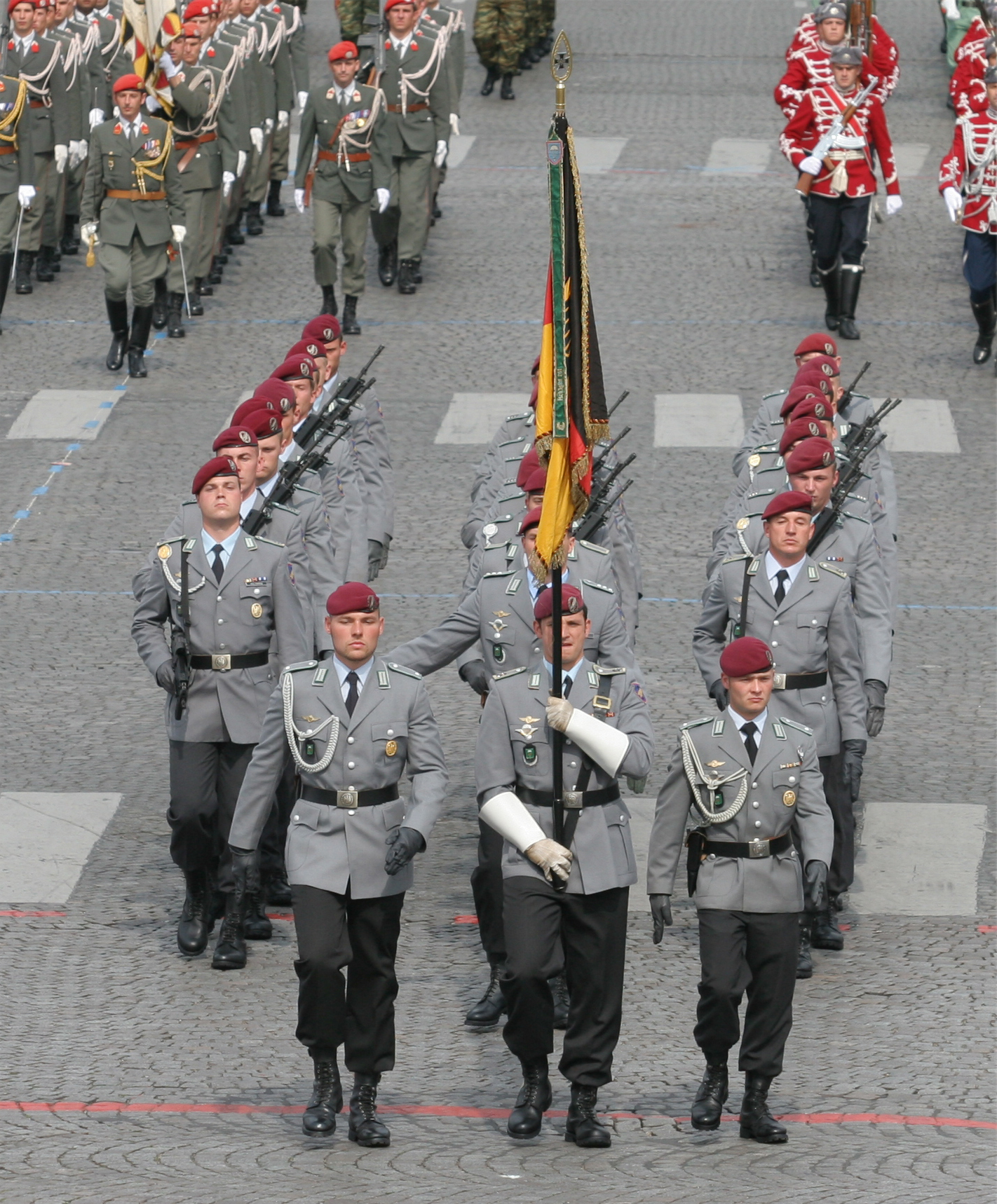
Fallschirmjäger من كتيبة الاعتداء الجوي السادسة والعشرين في موكب يوم الباستيل العسكري 2007.

في الجيش الألماني الحديث، لا تزال Fallschirmjäger تشكل جوهر وحدات العمليات الخاصة. للفرقة لوائين وعدة فيالق وكتائب مستقلة. أخيراً، خدم حوالي 10000 جندي في تلك الفرقة في عام 2010، معظمهم من موظفي الدعم أو الخدمات اللوجستية. القسم لديه الهيكل التالي:
- قسم العمليات الخاصة
  - المقر الرئيسي وشركة الإشارة (المتمركزة في شتاتالندورف) كتيبة الزمن السابق
  - فرقة الجيش 300 (كوبلنز)
  - وصلة= اللواء المحمول جوا 1 (سارلويس)
    - وصلة= مقر الشركة (سارلويس)
    - فوج المظلة 26 1. / طاقم دعم الموظفين 2. / 3. / المظلة - الكوماندوز 4. / 5. / 6. / شركات المظلات 7. / سلاح المظلة الثقيلة 8. / المظلة الدعم 9. / المظلة الطبية 10. /الاحتياطي
    - وصلة= Airborne Reconnaissance Company 260 (تسفايبروكن)
    - وصلة= شركة المهندس المحمول جوا 260 (سارلويس)
    - فوج المظلة 31 1. / طاقم دعم الموظفين 2. / 3. / المظلة - الكوماندوز 4. / 5. / 6. / شركات المظلات 7. / سلاح المظلة الثقيلة 8. / المظلة الدعم 9. / المظلة الطبية 10. /الاحتياطي
    - شركة الاستطلاع المحمولة جوا 310 (سيدورف)
    - شركة المهندس المحمول جوا 270 (سيدورف)

  - قيادة القوات الخاصة (KSK) (كالف)